# Tommy Troelsen
Tommy Brian Troelsen (* 10. Juli 1940 in Nykøbing Mors; † 9. März 2021) war ein dänischer Fußballspieler und Fernsehmoderator.

## Karriere

### Fußball
Tommy Troelsen gab 1957 sein Profidebüt für den Vejle BK. Insgesamt absolvierte er für diesen 257 Spiele und erzielte dabei 130 Tore. 1958 konnte er mit dem Klub die Dänische Meisterschaft und den Dänischen Pokal gewinnen. Zum Zeitpunkt des Pokalfinals war Troelsen erst 17 Jahre und schrieb somit als jüngster Spieler in einem Finale des Pokals Geschichte. Im Folgejahr gelang Vejle BK die Titelverteidigung im Pokal. Troelsen schoss dabei gegen Aarhus GF das einzige Tor im Spiel. Seine technischen Fähigkeiten im Fußball brachten ihm den Spitznamen Tommy Troldmand (Tommy der Zauberer) ein.
Im Juni 1959 wurde Troelsen zum ersten Mal in die Dänische Nationalmannschaft berufen. Neben Harald Nielsen war er einer der jüngsten Spieler im Kader der Dänen bei den Olympischen Spielen 1960 in Rom. Troelsen kam dort erstmals im dritten Vorrundenspiel zum Einsatz und durfte auch im Halbfinale und Finale auflaufen. Am Ende gewann er mit dem dänischen Team die Silbermedaille. Seinen besten Auftritt in der Nationalmannschaft hatte Troelsen im Juni 1968, als er beim 5:0-Sieg über Norwegen einen Hattrick erzielte. Noch im gleichen Jahr beendete er nach 16 Länderspielen für Dänemark seine Karriere. Während seiner gesamten Karriere trug Troelsen ein Knieband, da er sich früh in seiner Laufbahn verletzt hatte. Trotz einer Empfehlung der Ärzte zu einer Operation dauerte es 13 Jahre, bis sich der Stürmer dieser unterzog.

### Beruflich
Neben seiner Fußballkarriere hat Troelsen als Lehrer in Jelling gearbeitet. Nach Beendigung seiner Fußballkarriere wurde Troelsen Fernsehmoderator bei Danmarks Radio und moderierte dort Fußballspiele. Jeden Samstag moderierte er die Sendung Sportslørdag, wo er sich dem englischen Profifußball widmete. 1999 folgte die Trennung vom Sender. Von 2001 bis 2004 war er für den Sender dk4 tätig.